# كنيسة

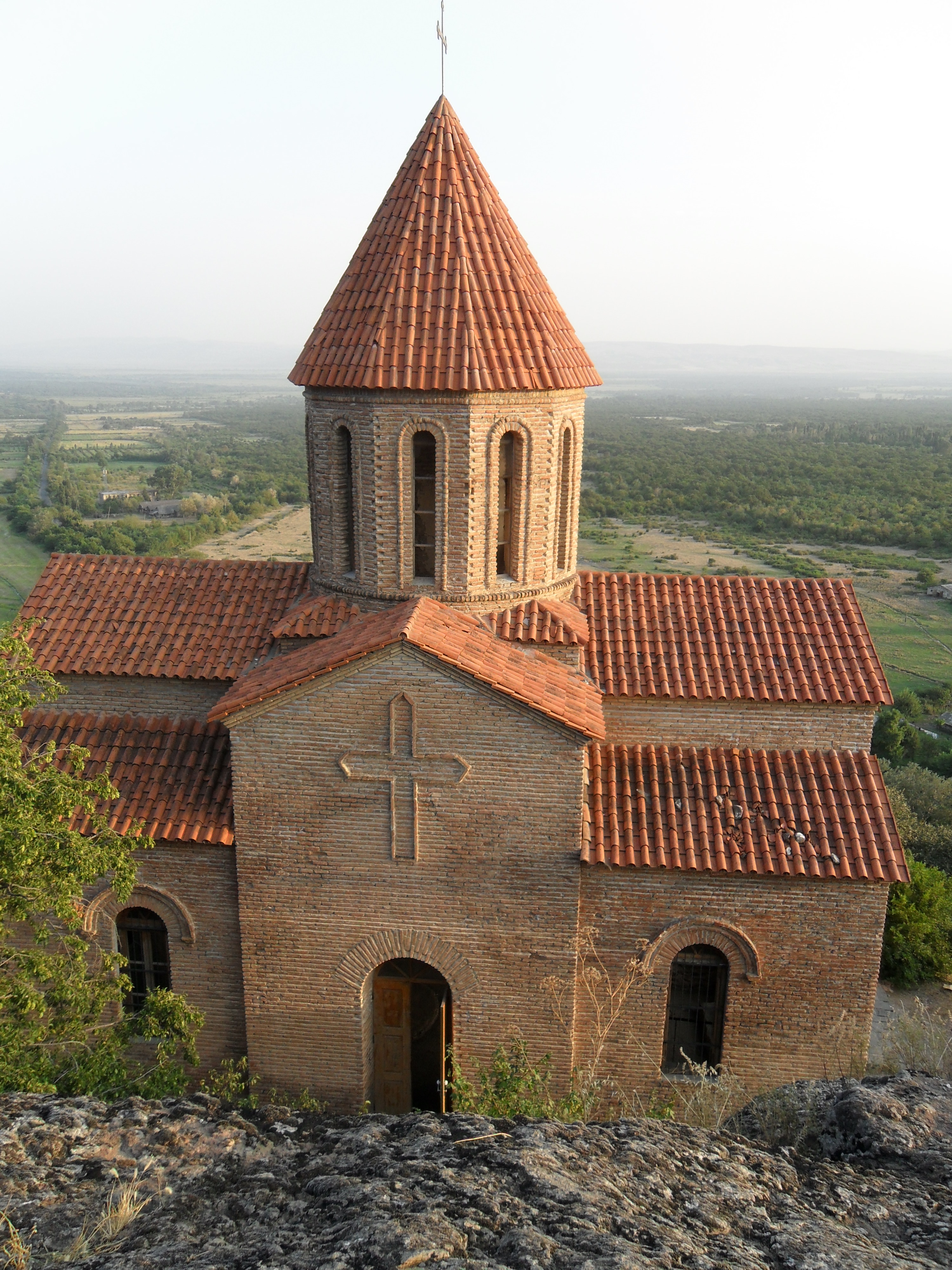
كنيسة أرمينية في قاخ غرب آذربيجان.

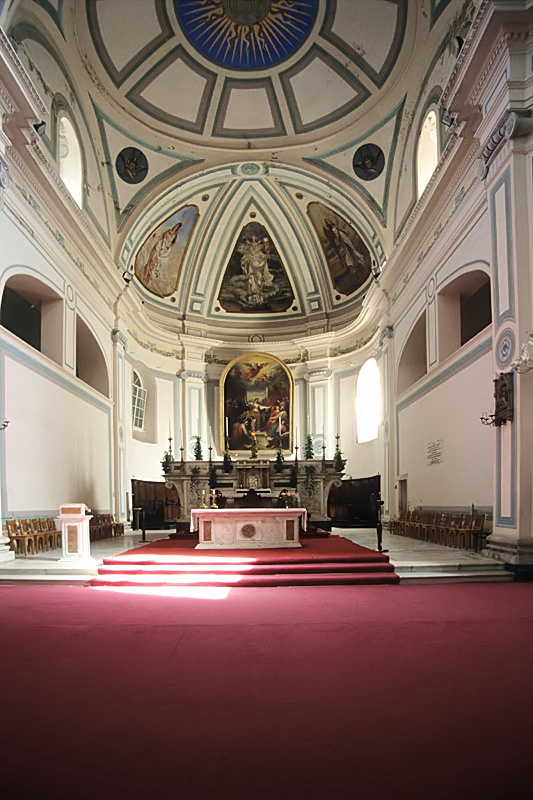
كنيسة سانت كاترين بالإسكندرية

المعنى للكنيسة هي مكان العبادة للديانة المسيحية. كما تعني كذلك تجمع أو جمهرة من المسيحيين الذين يشتركون بنفس العقائد فتكون بذلك مرادفة ل«طائفة».
وفي البداية، كانت المنازل الخاصة تستعمل للعبادة المسيحية حتى فاق رواد المنازل الخاصة الأماكن المخصصة لتواجد العابدين. حينها، بدأ التوجه إلى بناء دور خاصّة لممارسة الطقوس المسيحية.
يعتقد أن أصل الكلمة يعود إما إلى اليونانية εκκλησια إكلسيا بمعنى «تجمع» أو «دعوة»، أو إلى السريانية ܟܢܫܐ كنشا التي تعني «تجمع» أو «حشد من البشر».
أما أصل كلمة كنيسة فهو عبراني، مأخوذ من كلمة «كنيسي»، ومعناها «مجمع» أو «محفل». والبعض يقول أن أصلها يوناني من الكلمة اليونانية (إكليسيا) أو (إككليسيا) ومعناها جماعة أو دعوة/ وهي في صورتها الحالية من السريانية
وقدْ وردتَ كلمة بِيَع (مُفرَدها: بِيعة) في القرآنِ الكريمِ والتي تٌقابلُ كلمةَ كنيسة ﴿وَلَوْلا دَفْعُ اللَّهِ النَّاسَ بَعْضَهُمْ بِبَعْضٍ لَهُدِّمَتْ صَوامِعُ وَبِيَعٌ وَصَلَواتٌ وَمَساجِدُ يُذْكَرُ فِيهَا اسْمُ اللَّهِ كَثِيرًا﴾ 
البناء: المكان المخصص للعبادة المسيحية، أي محل اجتماع المؤمنين الحال بينهم الروح القدس، وهو المبنى المُشَيَّد لهذا الغرض (أعمال الرسل 11: 26). فيقول الرسول بولس «لكي تعلم كيف يجب أن تتصرف في بيت الله الذي هو كنيسة الله الحي عمود الحق وقاعدته» (1 تيموثاوس 3: 15).
تاريخ تأسيس الكنيسة:
ومن الجدير بالذكر أن تأسيس الكنيسة ليس كما يظن البعض أنه تمّ يوم البندقسطي (يوم الخمسين، يوم حلول الروح القدس)، ولكن مادامت الكنيسة هي جسم المسيح، والمسيح هو الرأس؛ إذن بدأت الكنيسة المسيحية بميلاد الرأس؛ بميلاد السيد المسيح.. ويكون أول المسيحيين أو الإنسانة المسيحية الأولى هي السيدة العذراء مريم، لأنها كما قالت لها أليصابات: «مِنْ أَيْنَ لِي هذَا أَنْ تَأْتِيَ أُمُّ رَبِّي إِلَيَّ؟» (لوقا 1: 43)، إذًا آمنت أنها أم ربها، فأصبحت عضوًا في الكنيسة المقدسة.. وبعد ذلك بمرور الزمن، أيضًا يوحنا المعمدان آمن وشهد بأن: «هذَا هُوَ الَّذِي قُلْتُ عَنْهُ: إِنَّ الَّذِي يَأْتِي بَعْدِي صَارَ قُدَّامِي، لأَنَّهُ كَانَ قَبْلِي» (يوحنا 1: 15، 27، 30)، ووقت العماد قال له: «أَنَا مُحْتَاجٌ أَنْ أَعْتَمِدَ مِنْكَ» (متى 3: 14)، ثم دخل في الإيمان الإثنى عشر.. ثم السبعون رسولًا (كما في لوقا أصحاح 10)، ثم مجموعة من السيدات الفضليات (لوقا 8).. وكثر عدد الذين يؤمنون به مثل بيت لعازر وأخته مريم ومرثا، وحتى بعد صلبه أو قبل ذلك: نيقوديموس ويوسف الرامي.. وهكذا تكوَّن الأعضاء الأول للكنيسة المسيحية، وظلوا ينمون في العدد. وأصبح من ميزات الكنيسة الأولى، أنها تعمل بالروح القدس -هذه ناحية- وأنها تنمو في العدد -هذه ناحية أخرى- وأنها كثيرة المعجزات -من ناحية ثالثة.- اللغة القبطية: ek`klhci`a.
والكنيسة
اسم سرياني معناه «مجمع» أما الكلمة اليونانية المستعملة في العهد الجديد «اكليزيا» فإنها تعني مجمع المواطنين في بلاد اليونان التي كانت الحكومة تدعوهم للتشريع أو لأمور أخرى (اع 19: 32 و 41). وقد استعمل الكتَّاب الملهمون الكلمة نفسها للدلالة على مجمع المؤمنين الذين يعترفون أن الرب يسوع المسيح هو رأسهم الأعلى الذين كانوا يجتمعون في أوقات منتظمة معينة أو كما تسمح الفرص للعبادة والصلاة (متى 16: 18 و 18: 17 واع 2: 47 و 5: 11 وافسس 5: 23 و 25). ولما تكاثر عدد أتباع يسوع في مدن متعددة بدأوا باستعمال كلمة «كنائس» بصيغة الجمع للدلالة عليهم، وكانت الجماعة الواحدة في كل بلد تدعى «كنيسة» (اع 9: 31 و 15: 41 ورو 16: 4 و 1 كو 7: 17 و 1 تس 2: 14). ولم تستعمل الكلمة بوضوح في العهد الجديد للدلالة على البناء الذي يجتمع فيه المسيحيون للعبادة. والكنيسة غير المنظورة تتألف من كل الذين اتحدوا حقًا بالمسيح (1 كو 1: 2 و 12: 12 و 13 و 27 و 28 وكو 1: 24 و 1 بط 2: 9 و 10). أما الكنيسة المنظورة فإنها تتألف من جميع الذين يعترفون أنهم متحدون بالمسيح.
وفي الكنيسة للرسل مركز سلطة ممتازة (اع 5: 2 و 6: 6 و 1 كو 12: 28 واف 2: 20 و 2 بط 3: 2). ولكنهم لم يكونوا قواد الكنيسة الوحيدين بل كان للشيوخ والأساقفة سلطان أيضًا (اع 15: 2 و 4 و 6 و 22 و 23 و 1 تيم 4: 14 و 5: 17 و 1 بط 5: 1). وان خدام الكنيسة المحليون هم الشيوخ أو الأساقفة والشمامسة (اع 6: 3 و 14: 23 و 20: 17 و 1 تيم 3: 1 و 8 وتيطس 1: 5- 9). وكان الرسل يعينون أحيانًا لجانًا للقيام ببعض الأعمال (1 تيم 10: 3 وتيطس 1: 5).
وقد اشبهت العبادة في الكنيسة المسيحية العبادة في المجمع اليهودي وكانت تتألف من الوعظ (متى 28: 20 واع 20: 7 و 1 كو 14: 19 و 26- 36)، والقراءة من الأسفار المقدسة (يع 1: 22 وكو 4: 16 و 1 تس 5: 27 بالمقابلة مع اع 13: 15) والصلاة (1 كو 14: 14-16) والترنيم (اف 5: 19 وكو 3: 16 بالمقابلة مع ترنيم اف 5: 14 و 1 تيم 3: 16). (انظر المزيد عن هذا الموضوع هنا في موقع الأنبا تكلا في صفحات قاموس وتفاسير الكتاب المقدس الأخرى). والقيام بالمعمودية وبالعشاء الرباني (متى 28: 19 واع 2: 41 و 1 كو 11: 18-34) وتقديم العطايا (1 كو 16: 1 و 2). وقد تستعمل لفظة كنيسة الآن للتمييز بين طائفة وأخرى من الطوائف المسيحية إلا أنها لم ترد أصلًا بهذا المعنى في الكتاب المقدس ولا يجوز لطائفة ما الادعاء بأنها هي الكنيسة الوحيدة دون غيرها لأن المؤمنين الحقيقيين منتشرين في كل الطوائف وهم يؤلفون أعضاء الكنيسة الواحدة الجامعة الرسولية.